# 骸骨之城系列
骸骨之城系列（英語：The Mortal Instruments）是美国作家卡珊卓拉·克蕾儿写的幻想类青少年小说系列。

## 出版时间
1. City of Bones（英语：City of Bones）（2007年3月27日出版）
  - 《骸骨之城》（台灣2012年9月4日出版）
  - 《星燦》（台灣2012年10月3日出版）
2. City of Ashes（英语：City of Ashes） （2008年3月25日出版）
  - 《灰燼之城》（台灣2012年10月30日出版）
  - 《獵月》（台灣2012年12月4日出版）
3. City of Glass（英语：City of Glass）（2009年3月24日出版）
  - 《玻璃之城》（台灣2013年1月8日出版）
  - 《鏡夢》（台灣2013年2月5日出版）
4. City of Fallen Angels（英语：City of Fallen Angels）（2011年4月5日出版）
  - 《墮天使之城》（台灣2013年4月30日出版）
  - 《戮愛》（台灣2013年8月13日出版）
5. City of Lost Souls（英语：City of Lost Souls）（2012年5月8日出版）
  - 《遊魂之城》（台灣2013年8月27日出版）
  - 《天罪》（台灣2013年9月17日出版）
6. City of Heavenly Fire（英语：City of Heavenly Fire）（2014年5月27日出版）

## 主要人物
克萊瑞莎"克莱莉"·费芮/費爾查德/摩根斯坦(Clrissa"Clary" Fray/Fairchild/Morgenstern)
在书中有着长的红色卷发和明亮的绿眼睛。她身材娇小，经常被误认为比实际年纪要小。克莱莉是一个画家。她在第一部书骸骨之城中以为自己是凡人，但之后书中揭示了她闇影猎人的身份。克莱莉被形容为极其固执，经常会不计后果地冲进危险的情况。在书中她最好的朋友是赛门·路易斯，男朋友是傑斯·莱特伍。
傑斯·威兰/莱特伍/海隆戴爾（Jace Wayland/Lightwood/Herondale）
最優秀的闇影猎人之一。高大，强壮，金色的皮肤上有着曾经的符印留下的疤印。他有着金色卷发和金色的眼睛。他和克莱莉一样有着天使的血液。傑斯经常喜欢卖俏还有些不顾他人感受，也经常被形容为有着‘佯装的’傲慢。在系列中，傑斯的家世一直是个疑问。在第一本书City of Bones（台灣版翻譯《骸骨之城》）中，他一直认为他是麥可·威兰的儿子，但在书的最后（台湾版翻譯《星灿》最后），华伦泰·摩根斯坦揭示了他其实是他的儿子。然而，在第三本书City of Glass（台灣版翻譯《镜梦》）中，他被告知自己真正的父親是史蒂芬·海隆戴爾。在City of Glass（台灣版翻譯《鏡夢》）最后他决定使用他養父母的姓莱特伍。
賽門·路易斯（Simon Lewis）
有着棕色卷发，棕眼睛和眼睛。他经常会穿印着各种标语的T恤。在City of Lost Souls 中，赛门自己说他很时髦，但他最好的朋友克莱莉认为他是一个呆子。赛门是书中唯一一个以凡人的身份出现的，但在City of Ashes（台湾的《灰烬之城》）中他变成了吸血鬼。赛门古怪但也很厚道，经常把他人的需要放在自己之前。在City of Fallen Angels（台湾的《堕天使之城》）中赛门身处与伊莎贝和梅雅的三角恋中，但City of Lost Souls中，他和伊莎贝是一对。
伊莎贝拉“伊姿”·莱特伍（Isabelle“Izzy” Lightwood）
是一个闇影猎人。身形高瘦，有着黑色长发和深棕色的眼睛，经常带着她招牌的金色长鞭。伊莎贝被形容为有着很强的少女心但也有着一个气势汹汹的态度。别人经常认为她很娇媚，不会认真谈恋爱，但在City of Lost Souls中她承认自己爱上赛门了。
亞歷山大“亞歷克”·莱特伍（Alexander"Alec" Lightwood）
是闇影猎人，也是莱特伍家的长子。他有黑色头发和漂亮的蓝眼睛。书中他很安静但会保护他的弟弟妹妹伊莎贝和麥克斯（在City of Glass（台湾的《镜梦》中）去世）。在City of Bones（台湾的《骸骨之城》和《星灿》）中他认为自己喜欢傑斯，但他后来遇到了马格努斯·贝恩，并在在City of Glass（台湾的《镜梦》)中在他在家长面前与马格努斯接吻，揭示他是同性恋的真相。在City of Fallen Angels（台湾的《堕天使之城》）和City of Lost Souls中，他开始由于马格努斯作为术士的不朽对自己和他的感情没有安全感。这种不安全感促使他考虑违背马格努斯的意愿，将他变成凡人，而这也导致他们在City of Lost Souls中分手。
马格努斯·贝恩（Magnus Bane）
是布鲁克林的头号术士。他看起来只有19岁但其实已经活了800多年了。他很高很瘦，有着乌黑的头发和缠着绿色和琥珀色的猫眼。马格努斯经常带亮粉，并举行数不清的派对。马格努斯开始和亚历克交往，使他觉得自己有义务成为纽约暗影猎人的‘宠物术士’ ，给亚历克留下好印象。马格努斯也在骸骨之城系列的前传The Infernal Devices中出场。他还有一个自己专属的系列——10个讲述他漫长生活中发生的事情的短篇小说，总称The Bane Chronicles，第一本What Really Happened in Peru已在2013年4月16日出版，而之后的作品将在5月21日之后陆续出版。

## 媒体评论
City of Bones在出版时受到了广大的欢迎，在2007年4月在纽约时报畅销书排行榜（儿童书）上排行第8。City of Ashes是YASLA 2009年前十的青少年书籍之一。
《出版者周刊》评论它“是一个广阔的城市幻想小说，基本上包括了这类书籍已知的所有生物。”《轨迹》称赞它“作为第一本小说可读性很强”。Booklist说书中“有充分的浪漫，心痛，荣耀和背叛，使这个旅途有了意义。作为一个对讲故事很有经验的人，克蕾儿将故事情节迅速带到一个令人满意的结局”。School Library Journal说：“虽然故事被可预见性和累赘的叙述妨碍了，但克蕾儿持续用她的才能将时尚、现代幽默和传统幻想作品混合在一起。积极等待结局的粉丝们应该会非常满意。”School Library Journal中的一个书评中注意到书中有多种叙述上的缺陷，比如“刻画得不稳定”又容易预测的人物，但他们也说这本书很有意思，会让读者们期待下一部。

## 与其他流行书籍
在City of Ashes（台湾的《灰烬之城》）中的仙子王国和其中的人物都是来自Holly Black所写的关于仙子的系列小说。其中第二本，Valiant，中的Val和Luis也在那本书中的一个场景中出现。而其中的第三本，Ironside，也提到了骸骨之城系列中的凡人圣杯。

### 中文出版
由春天出版社發行的中文譯本只出版到第五集遊魂之城(city of lost souls)結束(中文版為第十集)，截至今日未出版第六集結局city of heavenly fire。

## 相关作品

### The Infernal Devices系列
一部叫做The Infernal Devices（混沌魔器）的前傳系列，和骸骨之城设置在同一个世界觀的维多利亚时代。
这个系列共三本：
1. Clockwork Angel，2010年8月31日出版。
  - 《機械天使》（台灣2013年10月22日出版）
  - 《叛愛》（台灣2013年12月10日出版）
2. Clockwork Prince，2011年12月6日出版。
  - 《機械王子》（台灣2014年7月1日出版）
3. Clockwork Princess，2013年3月19日出版。

### The Dark Artifices系列
卡珊卓拉宣布一部叫做The Dark Artifices（暗黑詭計）的后传系列， 与骸骨之城系列设置在同一个世界觀，但发生在City of Heavenly Fire的5年後。这个系列是三部曲，并把焦点从纽约转到洛杉矶，以長大的暗影獵人Emma Carstairs與夥伴Julian Blackthorn為主角。
這個系列共三本：
1. Lady Midnight，2016年3月8日出版。
2. The Prince of Shadows，2017年5月23日出版。
3. The Queen of Air and Darkness，2018年12月4日出版。

### The Elderest Curses系列
與另一位作家Wesley Chu合寫
這個系列共三本：
1. The Red Scrolls of Magic，2019年4月9日出版。
2. The Lost Book of the White，2020年9月1日出版。
3. The Black Volume of the Dead，未出版。

### The Last Hours系列
這個系列共三本：
1. Chain of Gold，2020年3月3日出版。
2. Chain of Iron，2021年3月2日出版。
3. Chain of Thorns 2023年1月31日出版。

### 番外
1. The Bane Chronicles，2014年11月11日出版。

## 电影改编
2010年6月10日，Screen Gems宣布他们将把City of Bones（台湾的《骸骨之城》和《星灿》）改编成电影，Jessica Postigo为编剧，哈拉尔德·兹瓦特为导演，莉莉·柯林斯饰演克莱莉·费芮。杰斯·威兰的角色在一开始准备给亚历克斯·帕蒂弗，但他拒绝了。后来这个角色就给了杰米·坎贝尔·鲍尔。后来宣布Robert Maillet，罗伯特·席安，高以翔，Lena Headey，杰瑞德·哈里斯，Jemima West，乔纳森·雷·迈耶斯将参加到剧组。出演过《浪潮》和Türkisch für Anfänger的Elyas M’Barek将饰演其中的一个吸血鬼上尉。Raphael和Max Lightwood不会出现在电影中出场。到目前为止电影已播出了三个预告片。
影片将在2013年8月21日在美国和台湾，中国大陆有望同步上映上映。摄影是在12年8月底到11月在多伦多和汉密尔顿完成的。